# Euphoria (альбом Dead Man)
| Оценки критиков | Оценки критиков |
| Источник        | Оценка          |
| --------------- | --------------- |
| allmusic        | [ 1 ]           |

Euphoria — второй студийный альбом шведской психоделик-рок-группы Dead Man, выпущенный 31 марта 2008 года на лейблах Crusher Records и Meteor City. Альбом получил положительные отзывы от журналов Spin и Metal.De, который присвоил альбому семь звёзд.

## Список композиций
1. «Today» — 5:08
2. «High or Low» — 3:40
3. «Footsteps» — 5:30
4. «I Must Be Blind» — 5:05
5. «From A Window» — 0:56
6. «Light Vast Corridors» — 2:40
7. «The Wheel» — 9:13
8. «Rest In Peace» — 8:51
9. «A Pinch of Salt» — 3:30
10. «Euphoria» — 3:50
11. «July» — 1:36 (только в качестве бонус-трека на CD)

## Участники записи
Dead Man
- Кристофер Шёдаль — гитара, мандолина, перкуссия, вокал
- Юхан Рюдхольм — гитара, перкуссия, вокал
- Юаким Димберг — бас, ситезатор, орган, гитара, вокал
- Маркус Аллард — ударные, перкуссия, вокал

Дополнительный персонал
- Даниель Рууд — звукоинженер
- Фредрик Фогельквист — арт-директор
- Хенрик Липп[англ.] — мастеринг
- Даниель Рууд, Dead Man — продюсеры
- Андерс Хаглунд — стил-гитара
- Маттс Гавелль — виолончель, флейта